# Piri (Burkina Faso)
Pour les articles homonymes, voir Piri.
Piri est une localité située dans le département de Legmoin de la province du Noumbiel dans la région Sud-Ouest au Burkina Faso.

## Santé et éducation
Le centre de soins le plus proche de Piri est le centre de santé et de promotion sociale (CSPS) de Legmoin tandis que le centre médical avec antenne chirurgicale (CMA) de la province se trouve à Batié.